# Stromelizyna
Stromelizyna – enzym (metaloproteinaza) przecinający łańcuchy białek z wytworzeniem peptydów. Jest wydzielany przez m.in. fibroblasty.